# Adrian Grenier
Adrian Grenier, född 10 juli 1976 i Santa Fe, New Mexico, är en amerikansk skådespelare och regissör. 
Grenier växte upp i Brooklyn, New York. Han gick på Fiorello H. LaGuardia High School of Music & Art and Performing Arts och på Bard College, där han studerade dramatik. Under sina år i skolan framträdde han ofta i olika skolpjäser. När han var liten spelade han piano; numera spelar han flera olika instrument som gitarr, piano och trummor. Han är också trummis i The Honey Brothers.
Adrian Grenier är mest känd för rollen som Vincent Chase i TV-serien Entourage (2004–2011). Han har också medverkat i filmer som Djävulen bär Prada (2006) och Drive Me Crazy (1999).

## Filmografi i urval
- 1999 – Drive Me Crazy
- 2000 – Cecil B. Demented
- 2001 – Harvard Man
- 2001 – A.I. – Artificiell Intelligens
- 2004–2011 – Entourage (TV-serie)
- 2006 – Djävulen bär Prada
- 2010 – 90210 (TV-serie)
- 2015 – Entourage
- 2021- Clickbait